# Untermitterdorf
Untermitterdorf ist ein Gemeindeteil von Kirchberg im Wald im niederbayerischen Landkreis Regen.

## Lage
Das Pfarrdorf Untermitterdorf liegt im Bayerischen Wald an der Staatsstraße 2134 etwa 3,5 Kilometer südöstlich von Kirchberg im Wald.

## Geschichte

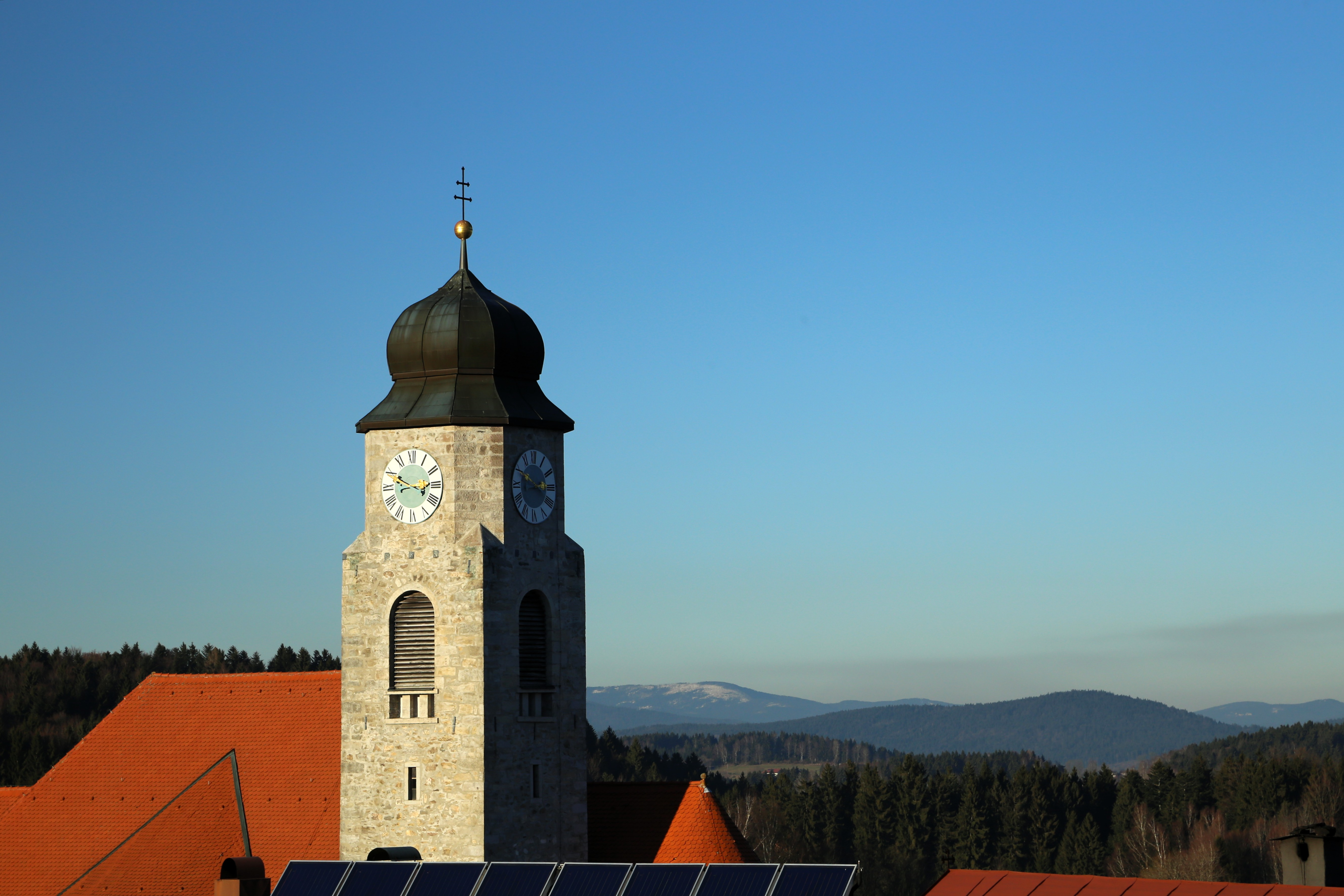
Pfarrkirche Maria Heimsuchung in Untermitterdorf

Mitterndorf bzw. Mitterdorf, erstmals erwähnt in einem Urbar von Kloster Niederaltaich, war im Kurfürstentum Bayern eine Obmannschaft des Landgerichtes Regen. Seit dem Gemeindeedikt von 1818 gehörte Untermitterdorf bis zur Gemeindegebietsreform zur ehemaligen Gemeinde Raindorf.
An Stelle der 1864 abgerissenen Dorfkapelle erbaute von 1900 bis 1912 Architekt Michael Kurz die jetzige Kirche. Ursprünglich Filiale von Kirchberg, wurde Untermitterdorf 1885 Expositur und am 15. März 1921 selbständige Pfarrei. Zu ihr gehören außer Untermitterdorf die Orte Hintberg, Kaltenbrunn, Schönbrunn und Berneck. Seit 1981 ist sie mit Kirchberg im Wald zu einem Pfarrverband zusammengeschlossen.

## Sehenswürdigkeiten
Die Pfarrkirche Maria Heimsuchung ist ein neubarocker, einschiffiger Bau, das Langhaus ist dreijochig mit eingezogenem Chor, einem Tonnengewölbe und Stichkappen. Hochaltar und Kanzel sind barock. Die Seitenaltäre stellen auf Gemälden die Heiligen Rochus und Franz Xaver dar. Barockfiguren im Altarraum zeigen Christus als guten Hirten sowie die Heiligen Joachim, Wolfgang und Gotthard.

## Bildung und Erziehung
Im Ort befand sich bis 2006 die Grundschule Untermitterdorf.
An gleicher Stelle steht nun das Dorfkulturhaus inklusive der BRK-Bereitschaft Raindorf.

## Vereine
Am 3. Juni 1894 wurde die Freiwillige Feuerwehr Untermitterdorf gegründet. Der 1948 gegründete FC Untermitterdorf hat im  Fußball neben Männer- und Jungenmannschaften auch eine Mädchenmannschaft.